# 在那儿的人
《在那儿的人们》（法語：Ces gens là）是由已故的比利时歌手雅克·布雷尔创作并演唱，在1966年由比利时的Pouchenel唱片公司发行的一首法语歌曲。讲述了一场无助爱情中的绝望。
歌曲以与第三方对话的形式（歌曲中以先生（monsieur）称呼第三方），描述了一个平庸冷漠的家庭中的各个成员。他批评他们的不作为。最后，歌曲以这个家庭的女儿，他深爱的弗里达（Frida）结束。他们相爱，但弗里达的家庭不允许这对情侣在一起，并且瞧不起这个追求者。
在与多米尼克·阿尔班的采访中，布雷尔承认，叙述者的主观性对于事件的判断是有失偏颇的，可以称之为假见证。但布雷尔没有否认他对于小资产阶级的批判。另一方面，在这首歌的末尾，叙述者说，有点晚了，我该回家了。显然他没有被弗里达所说的“私奔”冲昏头脑。也可以看出，叙述者也是来自于一个相当于中产阶级的家庭。
歌曲的第一部分以缓慢的3/4拍，用悲伤的情绪重复着主题。从歌声的角度来看，歌者声音的紧张程度缓缓增加，最终在提到弗里达的时候爆发，反映了他对于她的激情。在歌曲的末尾，音乐又转到第一部分的悲伤。
这首歌被法国多支流行乐队翻唱，例如Ange、Oxmo Puccino和Noir Desir。有趣的是，Ange在翻唱过程中，漏掉了弗里达的部分。他们在《Le Cimetière des arlequins》专辑的封面给出了解释：雅克布雷尔，我们不敢将弗里达从你的身边带走。